# Holcocephala pennipes
Holcocephala pennipes là một loài ruồi trong họ Asilidae. Holcocephala pennipes được Hermann miêu tả năm 1924. Loài này phân bố ở vùng Tân nhiệt đới.